# هری برفی
هری برفی (انگلیسی: Harry Brophy; ۲۲ اکتبر ۱۹۱۶ – ۶ نوامبر ۱۹۹۶) ورزشکار فوتبال اهل بریتانیا بود.
از باشگاه‌هایی که در آن بازی کرده‌است می‌توان به باشگاه فوتبال ساوت‌همپتون و باشگاه فوتبال آرسنال اشاره کرد.